# أولغا كانيسكينا
أولغا نيكولايفنا كانيسكينا (بالروسية: О́льга Никола́евна Кани́ськина) هي عدائة ومدربة مشي طويل روسية في اختصاص ال20 كلم، ولدت في يوم 19 يناير 1985 في جمهورية موردوفيا في الإتحاد السوفييتي، أبرز إنجازاتها هو فوزها بالميدالية الذهبية في دورة الألعاب الأولمبية الصيفية 2008 في بكين، كما فازت بالميدالية الفضية في دورة الألعاب الأولمبية الصيفية 2012 في لندن، في سنة 2015 تم إيقافها من المشاركة في دورة الألعاب الأولمبية الصيفية 2016 في ريو دي جانيرو في البرازيل بعد اكتشاف تناولها للمنشطات، أفضل رقم لها هو 1:25:42 الذي سجلته في بكين 2008.

## روابط خارجية
- أولغا كانيسكينا على موقع الاتحاد الدولي لألعاب القوى (الإنجليزية)
- أولغا كانيسكينا على موقع أوليمبيديا (الإنجليزية)